# معاهدة ميناب
معاهدة ميناب (بالبرتغالية: Tratado Menab‏) هي معاهدة جرت في 2 رمضان 929هـ/23 يوليو 1523م. بين محمدشاه سيف الدين ملك هرمز وبين الدوم دورات دي مينزيس [الإنجليزية] نائب ملك البرتغال في الهند، وذلك بعد فشل ثورة الجمارك التي اندلعت في الخليج العربي ضد الحكم البرتغالي. وقد وقعت تلك المعاهدة بعد أن أرسل الشاه إسماعيل الصفوي مندوبًا له إلى هرمز مطالبًا من الملك الجديد محمدشاه بالضرائب التي لم تدفعها هرمز منذ اتفاق البوكيرك 1515م، وهدد الشاه بأنه سيمنع مرور القوافل التجارية البرية من خراسان وكرمان وفارس إلى سواحل الخليج وهرمز. فاعتذر محمدشاه للبرتغاليين عن دفع الضرائب متذرعًا بالحصار الاقتصادي الإيراني. وهنا قرر نائب الملك دورات مينزيس أن يسارع لعقد اتفاقية جديدة معه لإسكات مطالب الشاه إسماعيل في ضرائب هرمز، وعقدت تلك الاتفاقية في بندر ميناب على الساحل الفارسي. وقد كتبت باللغة الفارسية وترجمت إلى البرتغالية، وأرسلت إلى جواو الثالث ملك البرتغال الذي بعث بدوره رسالة تفويض إلى محمدشاه لحكم هرمز نيابة عنه.

## بنود الاتفاق
تضمنت بنود الاتفاقية التي كانت مجحفة للهرامزة على التالي:-
1. مملكة هرمز تابعة لملك البرتغال مباشرة، وتسلم له متى طلبها على أن يكون محمدشاه حاكمًا من قبله على هرمز.
2. يرفع مبلغ الضريبة السنوية التي تدفعها هرمز للبرتغال إلى 60 ألف أشرفي. ويخفض هذا المبلغ إلى 25 ألف أشرفي في حالة تعطل وصول القوافل التجارية البحرية من كجرات وبمباي وموانئ الهند إلى هرمز، ويدفع مقدمها بعد تلك الاتفاقية
3. يجب على أتباع سلطان هرمز ورعاياه ألا يحملوا أية أسلحة باستثناء المسؤولين الرسميين فقط للدفاع عن أنفسهم.
4. يقوم ملك البرتغال بتقديم الحماية لأمير هرمز ضد أي نوع من أنواع العدوان الخارجي على مملكته.
5. يمنع سلطان هرمز من امتلاك قوة عسكرية إلا للحراسة والخدمة في البلاط وقصر الحاكم فقط.
6. يسلم سلطان هرمز جميع النصارى البرتغاليين الذين دخلوا في الدين الإسلامي إلى دولة البرتغال.